# Фондација Алек Кавчић
Фондација Алек Кавчић промовише образовање и науку и залаже се за потпуно бесплатне уџбенике за свако дете у Србији, за основну школу. Налази се у улици Љубостињска 2 у Београду.

## Историјат
Фондација Алек Кавчић основана је у Америци 2017. године, а у Србији почиње са радом почетком 2020. Оснивач фондације је професор Александар Кавчић, инжењер и научник познат по свом патенту за читање записа са магнетних меморија.
Фондација је Математичкој гимназији у Београду даровала педесет савремених рачунара 2019. године, као и средства за куповину савремених рачунара и опремање кабинета рачунарском опремом 2020. Савремене рачунаре су донирали и основним школама „Соња Маринковић” у Новом Саду и „Бранко Радичевић” у Батајници 2020. године, основним школама „Станислав Сремчевић” у Крагујевцу, „Николај Велимировић” у Шапцу и „Лаза Костић” на Новом Београду 2021, основним школама „Прота Стеван Поповић” у Чумићу, „Доситеј Обрадовић” у Омољици, „Стеван Немања” у Стењевцу и „Михајло Пупин” у Идвору 2022, основним школама „Никола Тесла” из Банатског Карађорђева, „Ђура Јакшић” из Српске Црње, „Растко Немањић” из Дежеве и „Свети Сава” из Памбуковице 2023, као и основној школи „Војвода Радомир Путник” у Џепу, Техничкој школи и Гимназији „Јован Скерлић” Владичин Хан 2024.
Године 2021. је Фондација испоручила преко 25.000 бесплатних уџбеника основним школама. Доступни су на сајту „Бесплатни уџбеници” на коме се могу преузети и користи, као и лектире и друге књиге за школарце. У избору за педесет најбољих онлајн ствари у 2021. сајт је проглашен за победника од PC Press-а и Roche d.o.o, у категорији „Образовање и култура”. Почетком 2023. је почела са радом платформа „Кутак за наставнике”. Фондација Алек Кавчић је једногласном одлуком претходних добитника награђена Златном плакетом „Доброчинитељ” 30. марта 2023. у Великој сали Медија центра у Београду, у оквиру кампање „Најбоље у Србији”.
Године 2024. је покенула прву Српску наставничку награду „Просветитељ”. Прво место најбољем васпитачу, учитељу или наставнику Србије доноси 1.000.000 динара и омогућава учешће на светском такмичењу просветних радника „Global Teacher Prize”. У избору за педесет најбољих онлајн ствари у 2024. сајт награде је проглашен за победника од PC Press-а и Roche d.o.o, у категорији „Образовање и култура”. Године 2025. је покренула наставничку награду „Просвјетитељ” и у Црној Гори.